# Bârlogeni
Bârlogeni – wieś w Rumunii, w okręgu Mehedinți, w gminie Stângăceau. W 2011 roku liczyła 172 mieszkańców.